# EnergÉtica
EnergÉtica coop. es una cooperativa de producción y consumo de energías renovables española con ámbito principalmente en Castilla y León.
Se constituyó a principios de 2015 por 75 ciudadanos como cooperativa de consumidores sin ánimo de lucro para producir y consumir energía eléctrica y térmica de origen renovable, siguiendo la estela de las cooperativas de energía renovable surgidas en Europa como Enercoop (Francia) en 2005 o Som Energia (España) en 2010, en el que el fin no solo es la venta de electricidad, sino impulsar un nuevo modelo energético, más justo y ético, basado en las energías renovables. A fecha de marzo de 2020 cuenta con más de 1500 personas socias y una cobertura parcial de su demanda eléctrica con producción propia, lo que la convierte en una de las principales cooperativas de energías renovables en el país.

## Evolución

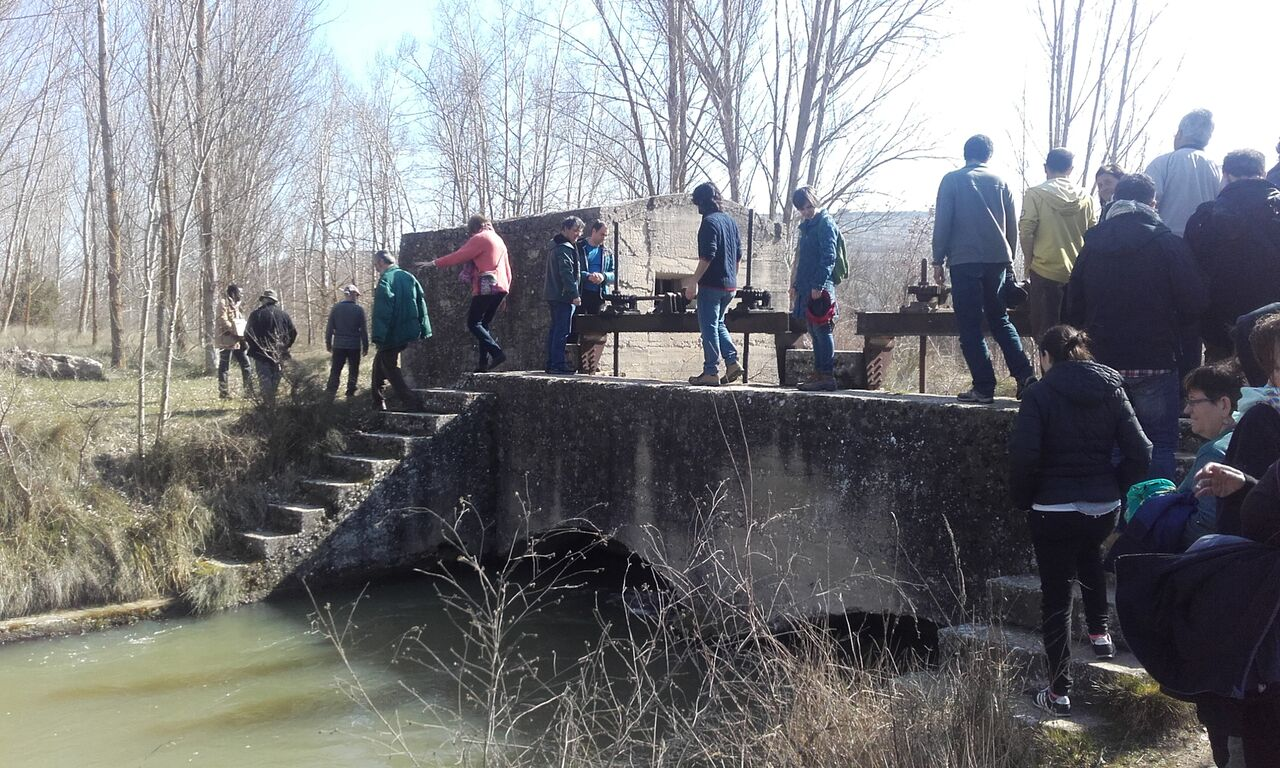
Visita de socios de la cooperativa a la planta hidroeléctrica de 1 MW de Valteína (Peñafiel, Valladolid) en marzo de 2016, de la que la cooperativa es propietaria casi al 20%.

Tras su creación a principios de 2015, la cooperativa ha experimentado un fuerte y sostenido crecimiento, principalmente en la provincia de Valladolid, al que paulatinamente se han ido incorporando personas del resto de provincias de Castilla y León.
Ese mismo año 2015 EnergÉtica organizó el Primer Encuentro Estatal de Cooperativas Eléctricas en Valladolid a la que asistieron una docena de cooperativas de energías renovables de toda España, que junto con otros encuentros posteriores, permitieron la creación de la Unión de Renovables, organización que pretende fortalecer este movimiento a nivel estatal.
En 2016 inicia su primer proyecto de inversión en generación de renovable a través a través de aportaciones voluntarias al capital social (una especie de micromecenazgo entre sus personas socias), adquiriendo cerca del 20% de la central hidroeléctrica de Valteína en colaboración con Som Energia. En menos de 2 semanas se alcanzó el objetivo máximo de 150 000 euros, aportados por 123 socios. Gracias a esta operación, en el año 2016 casi el 50% de la energía consumida por los contratos de EnergÉtica estuvo respaldada por sus participaciones en esta central, lo que la convierte en un caso único a nivel nacional en cuanto a cobertura de producción propia se refiere.
Ha establecido convenios de colaboración con distintas entidades, así con la Universidad de Valladolid lo establecen en el ámbito de la investigación e innovación, de la formación y de la extensión universitaria en el sector de las energías renovables, facilitando el desarrollo de proyectos conjuntos que permitan sumar sinergias entre el ámbito académico y el de la economía social. La cooperativa colabora habitualmente con otras organizaciones como la Plataforma por un Nuevo Modelo Energético.
También trabajan estrechamente con administraciones locales en la promoción de un nuevo modelo energético a través de acuerdos de colaboración, el primero de ellos se realizó en 2015 con el Ayuntamiento de San Pelayo (Valladolid), hoy ya superan la decena.
En 2018 reciben el Premio mejor iniciativa cooperativa 2017 Castilla y León.
En 2018 reciben el Premio Concurso Germinador Social 2018, Concurso de Innovación para la Transición Energética Som Energia y Coop57.
En 2019 reciben la Mención de Honor para el proyecto "SolE: Unidad Móvil Energética" como Mejor Actuación en Sensibilización y Difusión Energías Renovables 2019.
En 2020, finalista en la categoría "Energía" del Premio Transformative Cities del Transnational Institute.
En 2023 reciben el Premio a Proyectos de Comunidades Energéticas 2023, por el proyectos de cuatro Comunidades Energéticas Locales (CEL) en la ciudad de Valladolid, otorgado por FIARE Banca Ética. 

## Organización
La cooperativa se apoya en el trabajo colaborativo de socios y socias en los siguientes grupos de trabajo: Producción y Eficiencia energética, Kit-fotovoltaico, Comunicación, Difusión y Escuela EnergÉtica.
También existen 6 grupos de trabajo locales, de forma similar a la estructura de Som Energia, en Valladolid, Burgos, León, Salamanca, Palencia y Segovia.

## Servicios que ofrece
- Generación: Actualmente es copropietaria (junto con Som Energia) de una central hidroeléctrica de 1MW en Peñafiel (Valladolid). Otras alternativas de generación renovable próximas a los consumidores están actualmente en estudio.
- Comercialización: Proveen a sus socios y socias de energía eléctrica de origen renovable a través de los Certificados de Garantía de Origen Renovable.[18][19] Actualmente lo hacen a través de un acuerdo con Som Energía.
- Eficiencia: Realizan estudios y dan las claves a sus miembros para mejorar la eficiencia energética y ahorro en el recibo de la luz.
- Nuevas líneas: almacenamiento, mantenimiento de instalaciones, obras complementarias que demandan nuestros socios y socias.

## Enlaces relacionados
- Cooperativa de energías renovables
- Energía renovable en España
- Som Energia